# Richecourt
Richecourt è un comune francese di 65 abitanti situato nel dipartimento della Mosa nella regione del Grand Est.

## Società

### Evoluzione demografica
Abitanti censiti